# Ormosia bifida
Ormosia bifida là một loài ruồi trong họ Limoniidae. Chúng phân bố ở miền Cổ bắc.